# Tåkern
Der See Tåkern gehört zu den bekanntesten Vogelseen Schwedens. Er liegt in der Provinz Östergötlands län bzw. der historischen Provinz Östergötland, etwa zehn Kilometer südlich der Stadt Vadstena. Er zählt zu den schwedischen Ramsargebieten.

## Geschichte
Seine jetzige Erscheinung mit dem geringen Wasserstand und den moorigen Ufern erhielt der See erst nachdem in den Jahren 1842 bis 1844 durch Maßnahmen der Landgewinnung versucht wurde, den See vollständig trockenzulegen und so fruchtbares Acker- und Weideland zu gewinnen. Der durchschnittliche Wasserstand es Sees wurde damals von 2,50 Meter auf 0,80 Meter abgesenkt und an seinen Ufern entstanden hierdurch ca. 1.600 Hektar Acker- und Weideland, sowie rund 500 Hektar Sumpfland.

## Vogelparadies
Der heute rund 44 Quadratkilometer große See ist von ausgedehnten Feuchtgebieten umgeben. Auffällig ist vor allem die geringe Wassertiefe, im Schnitt 0,6 m. In Jahren mit trockenen Sommern verringert sich seine Größe und die Wassertiefe nimmt ab. Ebenso friert er in kalten Wintern komplett durch. Er ist ein Vogelparadies, das heute Naturschutzgebiet auch im Rahmen des Natura 2000-Projektes ist. Am See wurden ungefähr 260 Vogelarten beobachtet, was ihn zum artenreichsten Vogelgebiet Schwedens macht.
Vogelstationen mit Aussichtstürmen gibt es in Hov, Svälinge, Väversunda und Glänås. Eine Ausstellung zum See gibt es in der Stadt Vadstena.

## Sonstiges
- Der See wird im 18. Kapitel von Selma Lagerlöfs Roman Die wunderbare Reise des kleinen Nils Holgersson mit den Wildgänsen beschrieben.[4]
- In der 19. Folge der Anime-Serie Nils Holgersson ist der See Hauptort der Handlung.[5]